# Andrea Eife
Andrea Eife (Leipzig, Alemania, 12 de abril de 1956) es una nadadora alemana retirada especializada en pruebas de estilo libre, donde consiguió ser subcampeona olímpica en 1972 en los 4 x 100 metros estilo libre.

## Carrera deportiva
En los Juegos Olímpicos de Múnich 1972 ganó la medalla de plata en los 4 x 100 metros estilo libre, con un tiempo de 3:55.55 segundos, tras Estados Unidos (oro) y por delante de Alemania Occidental (bronce), siendo sus compañeras de equipo: Kornelia Ender, Elke Sehmisch y Gabriele Wetzko.